# Presidente de Azerbaiyán
El Presidente de la República de Azerbaiyán es el jefe de Estado, responsable político de la administración general de la República de Azerbaiyán y comandante en jefe de las Fuerzas Armadas. El presidente encabeza el poder ejecutivo del gobierno de Azerbaiyán, que es una república presidencialista.

## Elección
Pueden ser elegidas presidente las personas:
- de nacionalidad azerbaiyana;
- que hayan vivido en Azerbaiyán durante no menos de 10 años
- que poseen el derecho electoral;
- con título universitario;
- que no tienen la doble nacionalidad y obligaciones respecto de otros Estados;
- que no condenó por delito grave.

Según la Constitución de la República de Azerbaiyán el presidente es elegido para un mandato de 7 años en las elecciones celebradas mediante sufragio igual, directo y universal por votación libre y secreta. El presidente es elegido el candidato de más de la mitad de los votos. 
En el caso del estado de la guerra, el mandato del presidente se puede prolongarse hasta el fin de la operaciones militares.
Los resultados de las elecciones presidenciales se anuncian durante de 14 días de la celebración por la Corte Constitucional de Azerbaiyán.

## Inauguración
La inauguración del Presidente de la República de Azerbaiyán – es la ceremonia solemne de investidura del nuevo presidente; se celebra en 3 días después del anuncio de los resultados oficiales de las elecciones por el Corte Constitucional de la República de Azerbaiyán. En el día de prestación juramento el presidente se comienza a desempeñar sus funciones. 
En la ceremonia de inauguración del presidente participan los oficiales y funcionarios del Estado de Azerbaiyán, representantes políticos, religiosos, de los partidos políticos, los miembros del Gobierno, diputados de Milli Majlis, miembro de la familia del presidente y también los representantes extranjeros. 
Por primera vez la ceremonia de inauguración en la República de Azerbaiyán fue celebrado en 1993. 

## Poderes y deberes
Según la Constitución de Azerbaiyán por su sistema de gobierno es la república presidencial.
El jefe del estado de Azerbaiyán es el presidente de la República de Azerbaiyán. Él representa el país en el extranjero y las relaciones internacionales. El presidente es el comandante Supremo de las Fuerzas Armadas del estado. El presidente garantiza la independencia y la integridad territorial del estado. Además siendo el jefe del ramo ejecutivo del poder, el presidente garantiza el cumplimiento de los tratados internacionales con la coparticipación de Azerbaiyán, la independencia del poder judicial.
La legitimidad del poder presidencial se garantiza mediante el sufragio universal. Según la Constitución fueron determinados los censos para los candidatos a puesto estatal supremo: el censo por la edad–no menos de 35, el censo por la permanencia- vivir en el territorio de la República de Azerbaiyán más de 10 años, el censo de instrucción –tener grado de licenciado, censo moral- no tener antecedentes penales y obligaciones ante otros estados, censo político- no tener la doble nacionalidad. Según la Constitución el plazo del mandato del presidente se prolonga hasta el fin de los actos de guerra si la celebración de las elecciones presidenciales es imposible en las condiciones de guerra. Esta decisión se adopta por el Tribunal Constitucional de la República de Azerbaiyán según la petición del órgano estatal (artículo 101) que garantiza la celebración de las elecciones (referéndum).
El momento simbólico de la ceremonia del poder supremo es el juramento con el texto consagrado. Desde la publicación de la información sobre los resultados de las elecciones el presidente presta juramento durante 3 días (artículo 103). 
Las funciones amplias del jefe del estado se determinan en la Constitución. Estas funciones se reflejan en el párrafo 32 del artículo 109. El presidente tiene derecho de revocar la decisión del Gabinete de Ministros y cesar en el cargo (excepto el primer ministro). Para dimitir al primer ministro y el procurador general se necesita ascenso de Milli Majlis (Asamblea Nacional). El presidente da presentación a Milli Majlis sobre la designación de los jueces del Tribunal Constitucional, los Tribunales Supremo y de Apelación, los miembros de la Administración del Banco Central de la República de Azerbaiyán.
Como comandante supremo, el presidente designa y retira al cuerpo del mando supremo de las Fuerzas Armadas. El jefe del estado forma su Administración y designa su dirigente. El presidente presenta el presupuesto estatal, la doctrina militar al órgano supremo de la legislación, confirma los programas social-económicos, forma los órganos centrales y locales del poder ejecutivo, determina el referéndum, firma las leyes.  El presidente resuelve los asuntos de la ciudadanía, la naturalización, decide sobre indulto, el reclutamiento al servicio de emergencia de los ciudadanos de la República de Azerbaiyán y pasar a la reserva de los militares, otorga premios estatales, da títulos supremos militares y especiales, declara sobre la movilización total o parcial, licencia a los movilizados. Como garante del cumplimiento de los contratos internacionales el presidente concluye los contratos intergubernamentales e interestatales, presenta los contratos a Milli Majlis para su confirmación o anulación, firma los decretos sobre la confirmación de los contratos internacionales.
El presidente resuelve los problemas de la seguridad nacional según sus facultades determinadas por la Constitución. El presidente forma el Consejo de Seguridad de la República de Azerbaiyán, declara sobre el estado de emergencia y guerra, con consentimiento de Milli Majlis declara la guerra y firma la paz. El presidente puede presentar su consentimiento a Milli Majlis sobre la realización de sus nuevos funciones no relacionadas con la designación principal de las Fuerzas Armadas.

## Estandarte presidencial
El 15 de septiembre de 2008 İlham Əliyev firmó un decreto sobre el еstandarte del Presidente de la República de Azerbaiyán, un símbolo oficial.
El original del estandarte  del Presidente se guarda en la habitación de servicio del Palacio Presidencial de Azerbaiyán. 
Estandarte presidencial es paño cuadrada de dobla cara de tres bandas horizontales de la misma anchura: azul, roja y verde. El Estandarte de tres colores tiene un borde del fleco dorado. En ambas partes del estandarte en la banda roja hay la imagen del escudo estatal de Azerbaiyán. En el astil de la bandera se reseñan el nombre, apellido y patronímico del actual presidente, así como la fecha de su elección.